# Dumesnil
Dumesnil es una localidad argentina ubicada en el departamento Colón, provincia de Córdoba, a 16 km al noroeste de la capital provincial y junto a la ciudad de La Calera forma parte del aglomerado Gran Córdoba. 

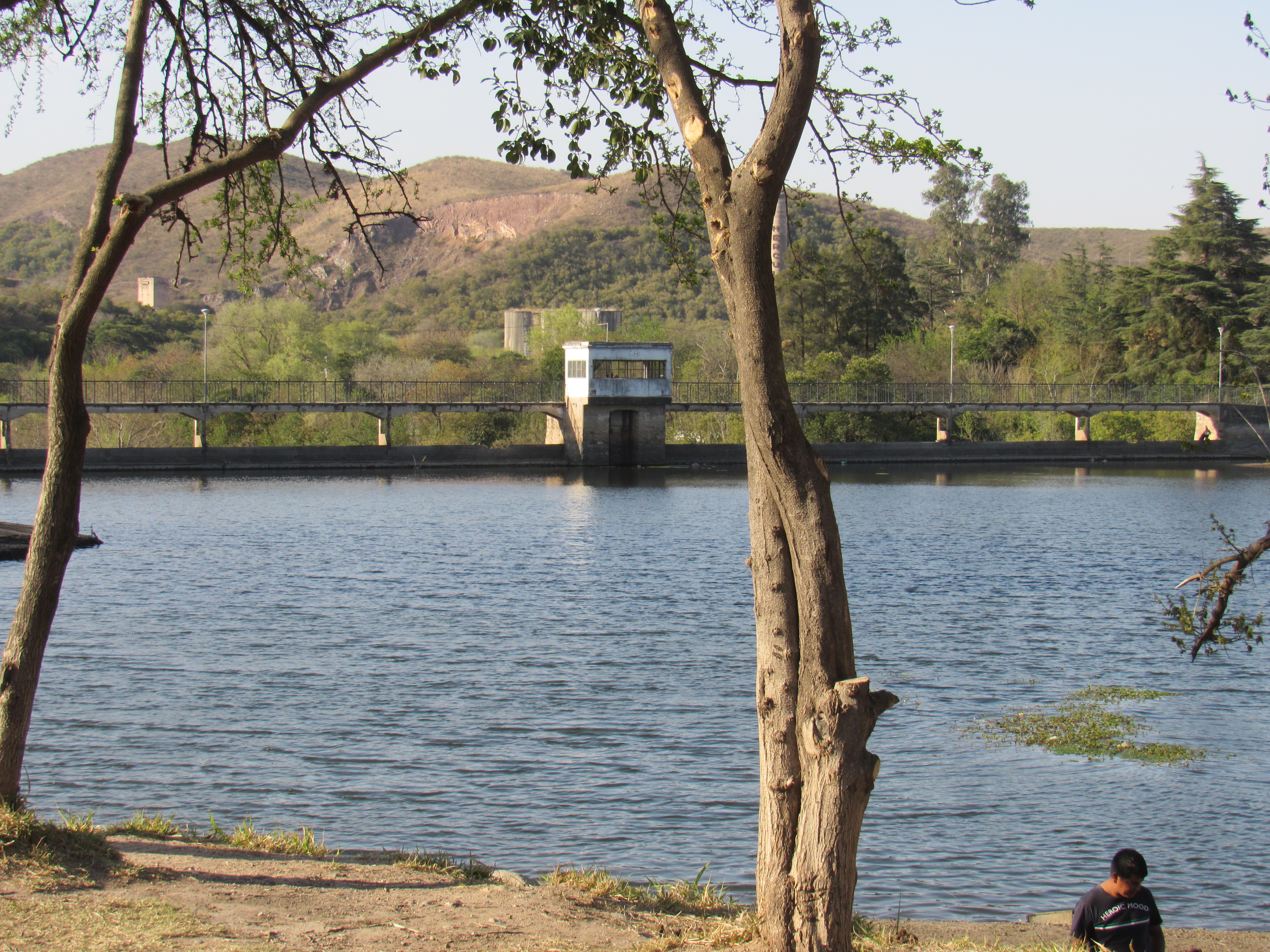
Dique Mal Paso

Bañada por el Río Suquía, posee una represa conocida con el nombre de Dique Mal Paso, que fuera proyectada por los ingenieros Carlos Cassaffousth  y Esteban Dumesnil (de quien toma, la localidad, el nombre), cuya función era (y es), la de alimentar dos canales maestros de riego, Norte y Sur, para cubrir las demandas de riego del 'cinturón verde' (zona de cultivos hortícolas) de la ciudad de Córdoba.
En 1929, Juan Minetti, funda la Compañía Sudamericana de Cemento Portland S.A. e inaugura su planta productora de cemento portland, bajo el nombre de Cemento Hercules en esta pequeña localidad. Allí funcionó la planta hasta el año 1986, en que se desactivó debido al elevado costo de producción, ya que utilizaba leña para alimentar los hornos, mientras que las nuevas plantas, usaban tecnologías más económicas como el gas natural. Este cierre repercutió directamente en el desarrollo del pueblo, que quedó estancado en el tiempo.
Cuenta con una estación de ferrocarril que es utilizada por el tren de las sierras. En las cercanías existe una atractiva laguna conocida como Laguna Azul, formada por la inundación de una cantera abandonada.
Es un punto elegido para la práctica del aladeltismo, aunque actualmente se practican aún más los vuelos con parapente.
La escritora ítalo-argentina Syria Poletti escribió un cuento breve titulado Al principio era la cal, que relata un origen casi mitológico del pueblo.

## Situación administrativa
Contaba con 2,850 habitantes (Indec, 2001), lo que representa un incremento del 188 % frente a los 988 habitantes (Indec, 1991) del censo anterior. En 1991 Dumesnil figuraba dentro de la localidad compuesta La Calera - Dumesnil, que a su vez era una localidad separada del Gran Córdoba. 
En 2006, figura como un Barrio de la ciudad de La Calera, integrada a su vez al Gran Córdoba.